# Цілком таємно (сезон 4)
Четвертий сезон американського фантастичного телесеріалу «Цілком таємно» стартував 4 жовтня 1996 року на телеканалі Fox. Серіал продовжує оповідати історію спеціальних агентів Федерального бюро розслідувань (ФБР) — Фокса Малдера (Девід Духовни) та Дейни Скаллі (Джилліан Андерсон). Головні герої займаються розслідуванням справ, що стосуються паранормальних і загадкових явищ, знані як справи з грифом «X».

## Сюжет
У центрі серіалу — спеціальні агенти ФБР Дейна Скаллі і Фокс Малдер, які працюють над справами, пов’язаними з паранормальними явищами. Коли Синдикат підозрює, що один із їхніх членів передає інформацію Малдеру та Скаллі, вони організовують пастку для канарок, щоб знайти витік, використовуючи інформацію про безпеку матері Малдера як приманку. Роль Ікса як інформатора виявляється, і його застрелюють, хоча він зміг передати ім’я іншого інформатора, який може бути корисним Малдеру — Маріти Коваррубіас, спеціальної представниці Генерального секретару ООН. До Коваррубіас звертаються за допомогою, коли Малдер намагається дістатися Тунгуски, щоб дослідити джерело подальшого забруднення мазутом. Там Малдера тримають у ГУЛАГу та використовують як успішного піддослідного для вакцини чорної олії. Він втікає та повертається до Америки, дізнавшись, що Алекс Крайчек працює з росіянами.
Оскільки у неї виявили рак, Скаллі не впевнена у своєму майбутньому з ФБР. Малдер переконаний, що її стан є результатом її попереднього викрадення, і готовий укласти угоду з Синдикатом, щоб знайти ліки. Його відмовляє Волтер Скіннер, який замість нього таємно укладає таку угоду. Коли його переслідує вбивця, відповідальний за фальшивий труп прибульця, виявлений на вершині гори, Малдер імітує власне самогубство, понівечивши обличчя вбивці, щоб отримати тіло-приманку. Він використовує відволікання, яке пропонує це, щоб проникнути в Пентагон, щоб знайти ліки від раку Скаллі, тоді як Скаллі вдається розкрити та розкрити зв’язок Синдикату в ФБР.

## У ролях

### Головні ролі
- Девід Духовни — Фокс Малдер
- Джилліан Андерсон — Дейна Скаллі

### Другорядні ролі
- Мітч Піледжі — Волтер Скіннер
- Вільям Брюс Девіс — Курець
- Лорі Голден — Маріта Коваррубіас
- Брендан Бейзер[en] — Пендрелл
- Том Брейдвуд — Мелвін Фрогікі
- Ребекка Тулан[en] — Тіна Малдер
- Дон С. Вільямс — Перший старійшина
- Дін Ейлсворт — Молодий Білл Малдер
- Скотт Белліс[en] — Макс Феніг
- Брюс Гарвуд[en] — Джон Фітцджеральд Байєрс
- Дін Гаґлунд[en] — Річард Ленглі
- Шейла Ларкен[en] — Маргарет Скаллі
- Грег Майклс — Скотт Гарретт
- Джон Невілл[en] — Людина з гарним манікюром
- Кріс Овенс[en] — Молодий Курець
- Моріс Панич — Сивий чоловік
- Чарльз Чіоффі[en] — Скотт Блевінс
- Джон Фінн — Майкл Крітсчгау
- Джеррі Гардін[en] — Бездонна горлянка
- Стів Макай — Скотт Остелгофф
- Джон Мур — Третій старійшина
- Пет Скіппер — Білл Скаллі
- Рой Тіннес[en] — Джеремая Сміт
- Браян Томпсон — Інопланетний мисливець за головами
- Арні Волтерс — Отець МакКю
- Стівен Вільямс — Ікс

## Епізоди
Епізоди позначені подвійним хрестиком () належать до міфології серіалу.
| № п/п | № в сезоні | Назва                                             | Режисер         | Сценарист                                                     | Оригінальний показ | Оригінальний показ українською | Код  | Рейтинг |
| ----- | ---------- | ------------------------------------------------- | --------------- | ------------------------------------------------------------- | ------------------ | ------------------------------ | ---- | ------- |
| 74    | 1          | «Herrenvolk » · «Раса панів»                      | Р. В. Гудвін    | Кріс Картер                                                   | 4 жовтня 1996      | TBD                            | 4X01 | 21.11   |
| 75    | 2          | «Home» «Дім»                                      | Кім Меннерс     | Глен Морган, Джеймс Вонг                                      | 11 жовтня 1996     | TBD                            | 4X03 | 18.85   |
| 76    | 3          | «Teliko» «Теліко»                                 | Джеймс Чарлстон | Говард Гордон                                                 | 18 жовтня 1996     | TBD                            | 4X04 | 18.01   |
| 77    | 4          | «Unruhe» «Занепокоєння»                           | Роб Боуман      | Вінс Гілліган                                                 | 27 жовтня 1996     | TBD                            | 4X02 | 19.10   |
| 78    | 5          | «The Field Where I Died» «Поле, на якому я помер» | Роб Боуман      | Глен Морган, Джеймс Вонг                                      | 3 листопада 1996   | TBD                            | 4X05 | 19.85   |
| 79    | 6          | «Sanguinarium» «Проклятий»                        | Кім Меннерс     | Валері Мейев, Вівіан Мейев                                    | 10 листопада 1996  | TBD                            | 4X06 | 18.85   |
| 80    | 7          | «Musings of a Cigarette Smoking Man» «Мрії Курця» | Джеймс Вонг     | Глен Морган                                                   | 17 листопада 1996  | TBD                            | 4X07 | 17.09   |
| 81    | 8          | «Tunguska » · «Тунгуска»                          | Кім Меннерс     | Френк Спотніц, Кріс Картер                                    | 24 листопада 1996  | TBD                            | 4X09 | 18.85   |
| 82    | 9          | «Terma » · «Терма»                                | Роб Боуман      | Френк Спотніц, Кріс Картер                                    | 1 грудня 1996      | TBD                            | 4X10 | 17.34   |
| 83    | 10         | «Paper Hearts » · «Паперові сердечка»             | Роб Боуман      | Вінс Гілліган                                                 | 15 грудня 1996     | TBD                            | 4X08 | 16.59   |
| 84    | 11         | «El Mundo Gira» «Світ обертається»                | Такер Гейтс     | Джон Шібан                                                    | 12 січня 1997      | TBD                            | 4X11 | 22.37   |
| 85    | 12         | «Leonard Betts» «Леонард Беттс»                   | Кім Меннерс     | Вінс Гілліган, Джон Шібан, Френк Спотніц                      | 26 січня 1997      | TBD                            | 4X14 | 29.15   |
| 86    | 13         | «Never Again» «Більше ніколи»                     | Роб Боуман      | Глен Морган, Джеймс Вонг                                      | 2 лютого 1997      | TBD                            | 4X13 | 21.36   |
| 87    | 14         | «Memento Mori » · «Пам'ятай про смерть»           | Роб Боуман      | Кріс Картер, Вінс Гілліган, Джон Шібан, Френк Спотніц         | 9 лютого 1997      | TBD                            | 4X15 | 19.10   |
| 88    | 15         | «Kaddish» «Каддіш»                                | Кім Меннерс     | Говард Гордон                                                 | 16 лютого 1997     | TBD                            | 4X12 | 16.56   |
| 89    | 16         | «Unrequited» «Невідомщений»                       | Майкл Ланге     | Сюжет: Говард Гордон Телесценарій: Говард Гордон, Кріс Картер | 23 лютого 1997     | TBD                            | 4X16 | 16.56   |
| 90    | 17         | «Tempus Fugit » · «Час летить»                    | Роб Боуман      | Кріс Картер, Френк Спотніц                                    | 16 березня 1997    | TBD                            | 4X17 | 18.85   |
| 91    | 18         | «Max » · «Макс»                                   | Кім Меннерс     | Кріс Картер, Френк Спотніц                                    | 23 березня 1997    | TBD                            | 4X18 | 18.34   |
| 92    | 19         | «Synchrony» «Синхронність»                        | Джеймс Чарлстон | Говард Гордон, Девід Грінволт                                 | 13 квітня 1997     | TBD                            | 4X19 | 18.09   |
| 93    | 20         | «Small Potatoes» «Дурниці»                        | Кліфф Боле      | Вінс Гілліган                                                 | 20 квітня 1997     | TBD                            | 4X20 | 20.86   |
| 94    | 21         | «Zero Sum» «Нульовий підсумок»                    | Кім Меннерс     | Говард Гордон, Френк Спотніц                                  | 27 квітня 1997     | TBD                            | 4X21 | 18.60   |
| 95    | 22         | «Elegy» «Елегія»                                  | Джеймс Чарлстон | Джон Шібан                                                    | 4 травня 1997      | TBD                            | 4X22 | 17.10   |
| 96    | 23         | «Demons » · «Демони»                              | Кім Меннерс     | Р. В. Гудвін                                                  | 11 травня 1997     | TBD                            | 4X23 | 19.10   |
| 97    | 24         | «Gethsemane » · «Гефсиманський сад»               | Р. В. Гудвін    | Кріс Картер                                                   | 18 травня 1997     | TBD                            | 4X24 | 19.85   |

## Прийом

### Нагороди та номінації
| Рік  | Нагорода                                 | Категорія                                                  | Номінація                                                                               | Результат |
| ---- | ---------------------------------------- | ---------------------------------------------------------- | --------------------------------------------------------------------------------------- | --------- |
| 1997 | «Золотий глобус»                         | Найкраща чоловіча роль серіалу (драма)                     | Девід Духовни за роль Фокса Малдера                                                     | Перемога  |
| 1997 | «Золотий глобус»                         | Найкраща жіноча роль серіалу (драма)                       | Джилліан Андерсон за роль Дейни Скаллі                                                  | Перемога  |
| 1997 | «Золотий глобус»                         | Найкращий серіал (драма)                                   | «Цілком таємно»                                                                         | Перемога  |
| 1997 | «Прайм-тайм премія „Еммі“»               | Найкращий актор драматичного серіалу                       | Девід Духовни за роль Фокса Малдера                                                     | Номінація |
| 1997 | «Прайм-тайм премія „Еммі“»               | Найкраща акторка драматичного серіалу                      | Джилліан Андерсон за роль Дейни Скаллі в «Пам'ятай про смерть»                          | Перемога  |
| 1997 | «Прайм-тайм премія „Еммі“»               | Найкращий драматичний серіал                               | «Цілком таємно»                                                                         | Номінація |
| 1997 | «Прайм-тайм премія „Еммі“»               | Найкраща режисура драматичного серіалу                     | Джеймс Вонг за епізод «Мрії Курця»                                                      | Номінація |
| 1997 | «Прайм-тайм премія „Еммі“»               | Найкращий сценарій драматичного серіалу                    | Джон Шібан, Френк Спотніц, Кріс Картер та Вінс Гілліган за епізод «Пам'ятай про смерть» | Номінація |
| 1997 | «Прайм-тайм премія „Еммі“»               | Найкраща робота художника-постановника в серіалі           | «Пам'ятай про смерть»                                                                   | Перемога  |
| 1997 | «Прайм-тайм премія „Еммі“»               | Найкращий монтаж драматичного серіалу (однокамерна зйомка) | Джим Гросс за епізод «Терма»                                                            | Номінація |
| 1997 | «Прайм-тайм премія „Еммі“»               | Найкращий монтаж драматичного серіалу (однокамерна зйомка) | Хезер Макдугалл за епізод «Час летить»                                                  | Номінація |
| 1997 | «Прайм-тайм премія „Еммі“»               | Найкращий грим у серіалі                                   | «Леонард Беттс»                                                                         | Номінація |
| 1997 | «Прайм-тайм премія „Еммі“»               | Найкраща робота зі звуком                                  | «Час летить»                                                                            | Перемога  |
| 1997 | «Прайм-тайм премія „Еммі“»               | Найкраще зведення звуку                                    | «Час летить»                                                                            | Номінація |
| 1997 | «Прайм-тайм премія „Еммі“»               | Найкраща музична композиція в серіалі                      | Марк Сноу за епізод «Паперові сердечка»                                                 | Номінація |
| 1997 | «Премія Асоціації телевізійних критиків» | Програма року                                              | «Цілком таємно»                                                                         | Номінація |
| 1997 | «Премія Асоціації телевізійних критиків» | Видатні досягнення в драмі                                 | «Цілком таємно»                                                                         | Номінація |
| 1997 | «Премія Асоціації телевізійних критиків» | Індивідуальні досягнення в драматичному серіалі            | Джилліан Андерсон за роль Дейни Скаллі                                                  | Номінація |
| 1997 | «Премія Асоціації телевізійних критиків» | Індивідуальні досягнення в драматичному серіалі            | Девід Духовни за роль Фокса Малдера                                                     | Номінація |
| 1997 | «Премія Гільдії кіноакторів»             | Найкращий акторський склад у драматичному серіалі          | «Цілком таємно»                                                                         | Номінація |
| 1997 | «Премія Гільдії кіноакторів»             | Найкраща чоловіча роль у драматичному серіалі              | Девід Духовни за роль Фокса Малдера                                                     | Номінація |
| 1997 | «Премія Гільдії кіноакторів»             | Найкраща жіноча роль у драматичному серіалі                | Джилліан Андерсон за роль Дейни Скаллі                                                  | Перемога  |
| 1997 | «Монтажери американського кіно»          | Найкращий монтаж серіалу                                   | Хезер Макдугалл за епізод «Занепокоєння»                                                | Номінація |
| 1997 | «Сатурн»                                 | Найкращий актор на телебаченні                             | Девід Духовни за роль Фокса Малдера                                                     | Номінація |
| 1997 | «Сатурн»                                 | Найкраща акторка на телебаченні                            | Джилліан Андерсон за роль Дейни Скаллі                                                  | Перемога  |
| 1997 | «Сатурн»                                 | Найкращий жанровий телесеріал                              | «Цілком таємно»                                                                         | Перемога  |
| 1998 | «Супутник»                               | Найкращий актор драматичного серіалу                       | Девід Духовни за роль Фокса Малдера                                                     | Номінація |
| 1998 | «Супутник»                               | Найкраща акторка драматичного серіалу                      | Джилліан Андерсон за роль Дейни Скаллі                                                  | Номінація |
| 1998 | «Супутник»                               | Найкращий драматичний серіал                               | «Цілком таємно»                                                                         | Номінація |

## Реліз на DVD
| The X-Files — The Complete Fourth Season                                                                                           | | | | | | | |
| Деталі | Деталі | Деталі | Деталі | Особливості | Особливості | Особливості | Особливості |
| - 24 епізоди - 7 дисків - 1.33:1 співвідношення сторін - Субтитри: англійська, іспанська - Англійська (Dolby Digital 2.0 Surround) | - 24 епізоди - 7 дисків - 1.33:1 співвідношення сторін - Субтитри: англійська, іспанська - Англійська (Dolby Digital 2.0 Surround) | - 24 епізоди - 7 дисків - 1.33:1 співвідношення сторін - Субтитри: англійська, іспанська - Англійська (Dolby Digital 2.0 Surround) | - 24 епізоди - 7 дисків - 1.33:1 співвідношення сторін - Субтитри: англійська, іспанська - Англійська (Dolby Digital 2.0 Surround) | - Документальний фільм «Правда про четвертий сезон» - Інтерв'ю з конкретних епізодів: - «Раса панів» і «Тунгузка» — Кріс Картер - «Занепокоєння» і «Паперові сердечка» — Вінс Гілліган - «Дім» — Джеймс Вонг - Аудіо-коментарі (Dolby Digital 2.0 Stereo): - «Пам'ятай про смерть» — Френк Спотніц - «Дурниці» — Вінс Гілліган - 8 кліпів спецефектів - 9 видалених сцен - 13 сцен «Поза правдою» з F/X | - Документальний фільм «Правда про четвертий сезон» - Інтерв'ю з конкретних епізодів: - «Раса панів» і «Тунгузка» — Кріс Картер - «Занепокоєння» і «Паперові сердечка» — Вінс Гілліган - «Дім» — Джеймс Вонг - Аудіо-коментарі (Dolby Digital 2.0 Stereo): - «Пам'ятай про смерть» — Френк Спотніц - «Дурниці» — Вінс Гілліган - 8 кліпів спецефектів - 9 видалених сцен - 13 сцен «Поза правдою» з F/X | - Документальний фільм «Правда про четвертий сезон» - Інтерв'ю з конкретних епізодів: - «Раса панів» і «Тунгузка» — Кріс Картер - «Занепокоєння» і «Паперові сердечка» — Вінс Гілліган - «Дім» — Джеймс Вонг - Аудіо-коментарі (Dolby Digital 2.0 Stereo): - «Пам'ятай про смерть» — Френк Спотніц - «Дурниці» — Вінс Гілліган - 8 кліпів спецефектів - 9 видалених сцен - 13 сцен «Поза правдою» з F/X | - Документальний фільм «Правда про четвертий сезон» - Інтерв'ю з конкретних епізодів: - «Раса панів» і «Тунгузка» — Кріс Картер - «Занепокоєння» і «Паперові сердечка» — Вінс Гілліган - «Дім» — Джеймс Вонг - Аудіо-коментарі (Dolby Digital 2.0 Stereo): - «Пам'ятай про смерть» — Френк Спотніц - «Дурниці» — Вінс Гілліган - 8 кліпів спецефектів - 9 видалених сцен - 13 сцен «Поза правдою» з F/X |
| Дати виходу | | | | | | | |
| Регіон 1 | Регіон 1 | Регіон 1 | Регіон 1 | Регіон 2 | Регіон 2 | Регіон 2 | Регіон 2 |
| 13 листопада 2001 | 13 листопада 2001 | 13 листопада 2001 | 13 листопада 2001 | 4 жовтня 2002 | 4 жовтня 2002 | 4 жовтня 2002 | 4 жовтня 2002 |